# Transport par câble
Le transport par câble désigne tout système de transport guidé dans lequel les véhicules, notamment les cabines, sièges ou agrès, sont mus par l'intermédiaire d'un câble.
Ce mode de transport se développe durant la révolution industrielle, dès la deuxième moitié du XIXe siècle, avec l'invention du câble toronné moderne par l’Allemand Wilhelm Albert et sa production à une échelle industrielle par Felten & Guillaume.
Il est exploité comme transport en commun (station de ski, belvédère, transport urbain) et transport pour compte propre (desserte de propriétés isolées, transport industriel ou militaire).
On distingue plusieurs typologies de transport par câble se répartissant en deux grandes catégories, à savoir les appareils au sol (téléski, funiculaire, ascenseur incliné, transport hectométrique) et les appareils téléportés (tyrolienne, téléphérique, télécabine, funitel et DMC (Double Mono-Câble), télésiège, téléporté avec sièges et cabines).

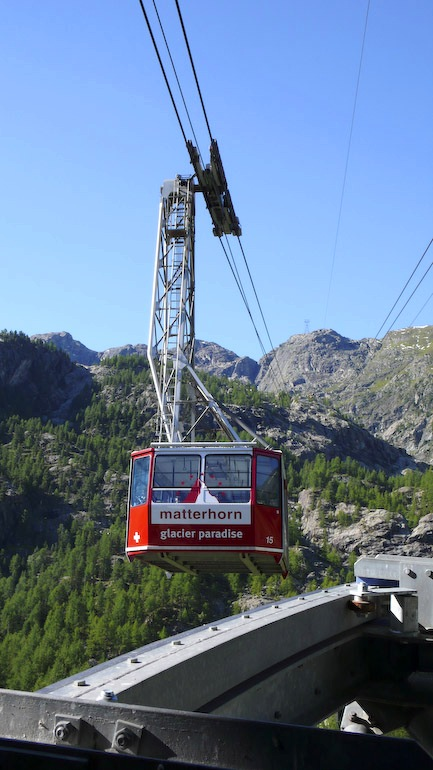
Un transport par câble dans les Alpes : le téléphérique du Trockener Steg à Zermatt (Suisse).

## Typologies

### Les appareils au sol
Les appareils au sol tractent des véhicules ou des personnes qui évoluent directement sur une « piste » tracée au sol ou sur rails.

#### Le téléski

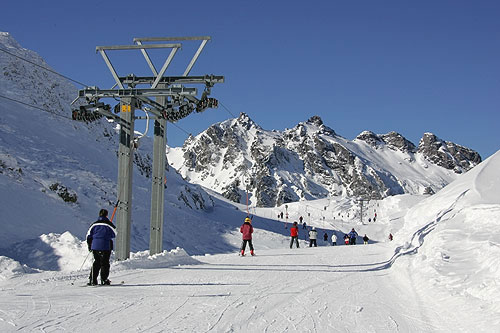
Téléski au Pizol (Suisse).

Le téléski, ou remonte-pente, est un appareil servant à remorquer les skieurs à contrepente sur un terrain enneigé. Les utilisateurs, debout sur leurs skis, sont tractés sur une piste par des agrès solidaires d'un câble aérien à mouvement unidirectionnel continu suspendu à des pylônes.
Les agrès sont équipés en leur base d'une sellette qui peut être une simple rondelle ou un archet autorisant la montée par deux. Ils  peuvent être constitués d'une corde solidaire d'un enrouleur ou d'une perche télescopique. La plupart des téléskis à perches disposent d'attaches qui se désaccouplent en station aval pour y stocker les agrès.
Il existe également des téléskis à câble bas, ou fil-neige, où le câble est disposé à la hauteur des usagers qui peuvent le saisir directement ou par l'intermédiaire d'agrès courts.

#### Le funiculaire

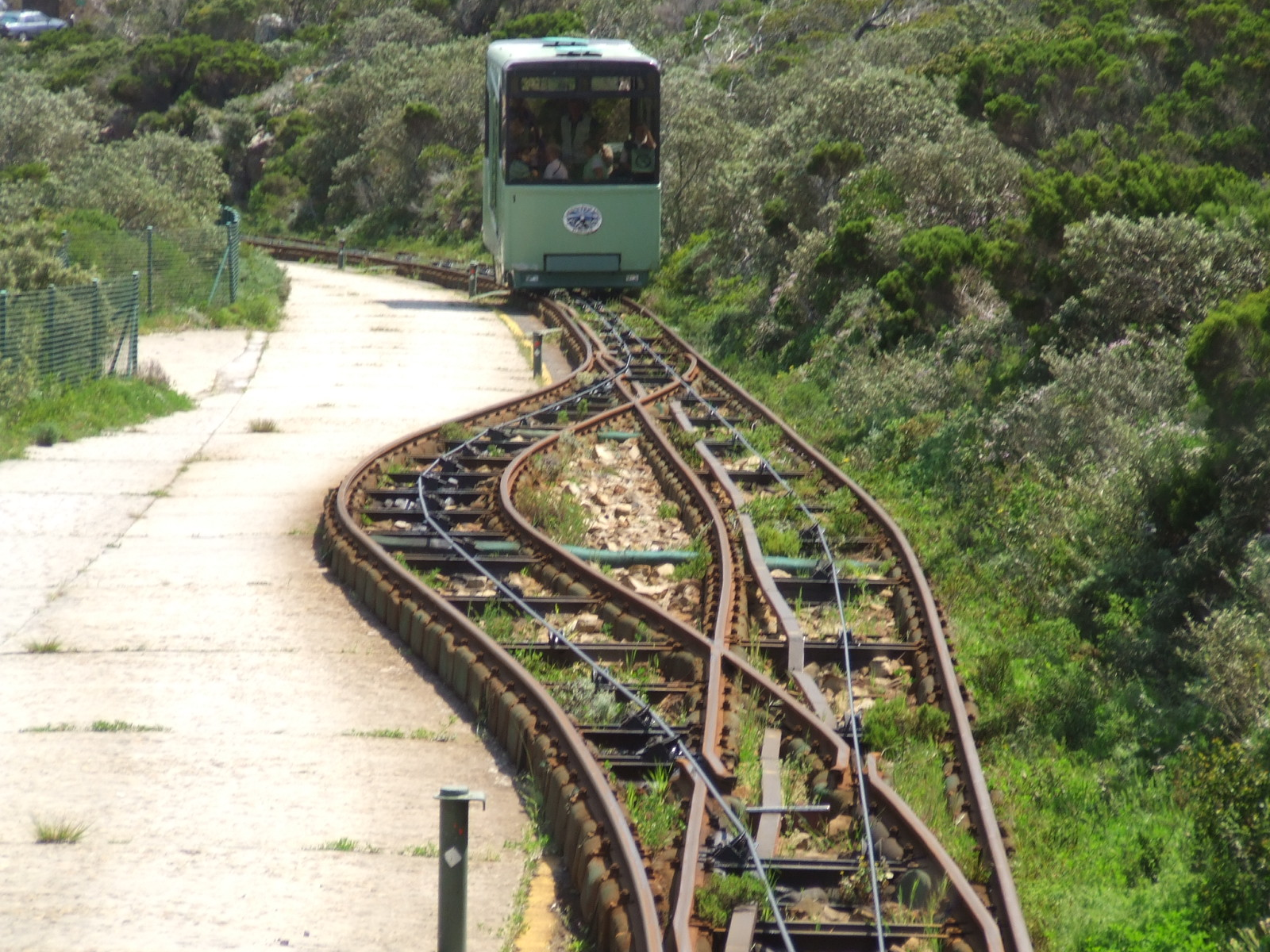
Funiculaire à Cape Point (Afrique du Sud).

Un funiculaire se compose de deux trains circulant en va-et-vient sur une voie sur rails en pente, reliés par un ou plusieurs câbles réalisant une demi-boucle en gare terminale.
La plupart des funiculaires disposent d'une voie unique qui comporte en son centre une section doublée pour le croisement. Cet évitement central, appelé évitement Abt, fonctionne sans aiguille mobile grâce à la disposition particulière des essieux des véhicules. Ceux-ci sont équipés de roues à gorge qui guident le train sur le rail continu côté extérieur de l'évitement, et de roues tambours aptes à franchir le cœur de l'aiguillage sur le rail côté intérieur de l'évitement.
Cette disposition d'essieux est inversée d'un train à l'autre, permettant à chacun d'être aiguillé sur le côté correspondant au sens.
On trouve également des funiculaires à voie double sur toute la longueur de la ligne, ou, plus rarement, des funiculaires à voie tri-rail, avec rail central mutualisé pour les deux véhicules et séparation au niveau de l'évitement.

#### L'ascenseur incliné
L'ascenseur incliné est un appareil de conception similaire à celle d'un funiculaire, à savoir circulant sur une voie sur rails en pente, mais avec une cabine unique, généralement de petite capacité. Le véhicule est mu par un treuil à enroulement ou, en va-et-vient avec un contrepoids circulant sous la voie. Il convient de noter que dans plusieurs pays, cet appareil est considéré comme simple ascenseur. C'est par exemple le cas en France depuis la parution de la norme NF P82-400 « ascenseurs inclinés » en 1996.

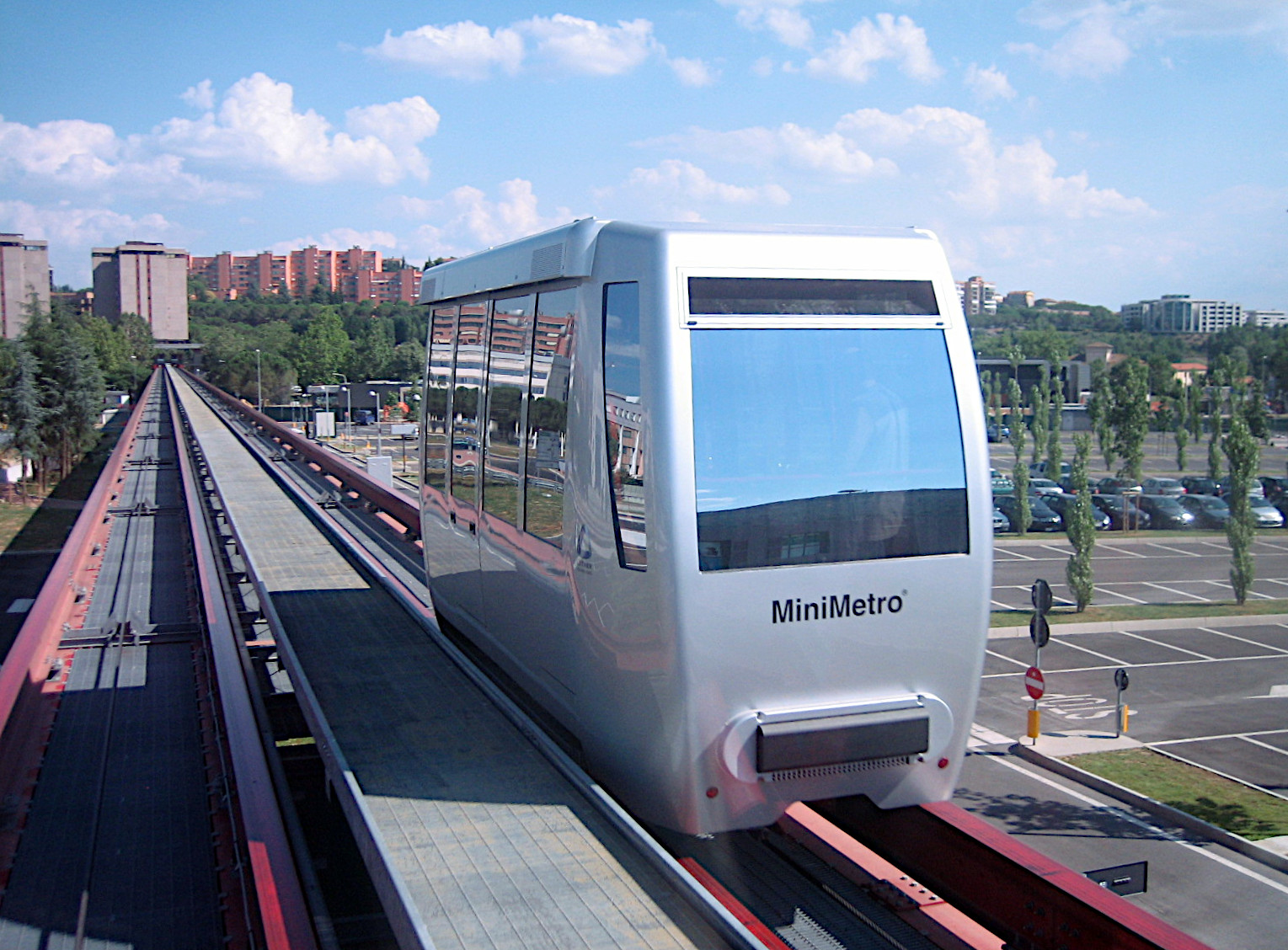
People-mover MiniMetro de Pérouse (Italie), construit par Leitner.

#### Le people-mover
Un people-mover est moyen de transport utilisant des navettes circulant sur une voie sur rails de façon automatisée.
Dans sa version à traction par câble, le people-mover peut être à va-et-vient ou à mouvement continu. Dans ce dernier cas, les véhicules disposent d'une attache débrayable qui est désaccouplée du câble dans les gares pour une circulation à quai à vitesse réduite, sans ralentissement de l'ensemble de l'appareil ; dans les stations terminales, les navettes effectuent un demi-tour et sont renvoyées sur l'autre voie.
Cet appareil est généralement utilisé en milieu urbain, en particulier dans les aéroports. À la différence du funiculaire, la pente de l'infrastructure est inexistante ou peu prononcée.
Pour qualifier les appareils d'ancienne génération à débrayage manuel et qui partagent leur infrastructure avec la voirie urbaine, on utilise le vocable tramway à traction par câble. Les exemples les plus célèbres et pérennes sont les Cable Cars de San Francisco en Californie.

### Les appareils téléportés
Les appareils téléportés utilisent des câbles qui permettent aux véhicules d'être à la fois tractés et portés au-dessus du sol. Mise à part la tyrolienne, qui de par sa conception rudimentaire n'est pas répertoriée comme remontée mécanique, ces appareils sont administrativement classés comme téléphériques. Techniquement, la classification téléporté regroupe plusieurs catégories :

#### La tyrolienne
La tyrolienne est le mode de transport par câble le plus simple. L'équipement le plus rudimentaire ne nécessite aucun appareillage autre qu'un câble et une poulie à laquelle on attache la charge ou la personne à transporter. Il permet le franchissement d'obstacles dénivelés comme une douve ou autre cuvette naturelle ou artificielle.

#### Le téléphérique

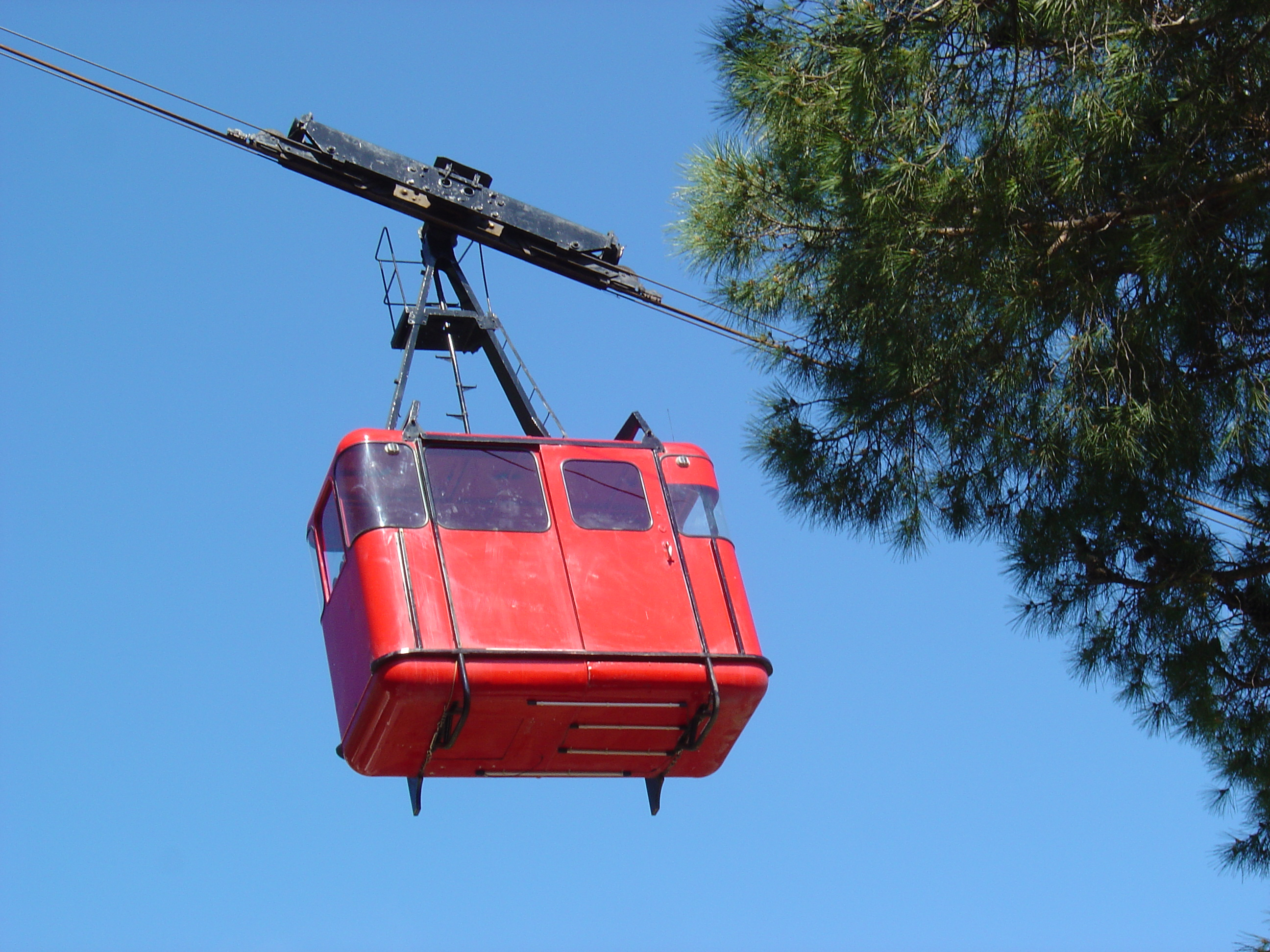
Téléphérique à va-et-vient du mont Faron à Toulon (France).

Au sens technique, un téléphérique se définit comme un téléporté « bicâble » : un, ou plusieurs câbles fixes dit « porteurs » supportent le poids des véhicules par l’intermédiaire d’un chariot équipé de galets de roulement, tandis qu'un, ou plusieurs câbles en mouvement dit « tracteurs », sont fixés à ce chariot et assurent le déplacement des véhicules.
Le téléphérique est généralement à va-et-vient, à savoir avec deux cabines fonctionnant chacune en mouvement alterné, mais on trouve également des téléphériques monovoie, utilisant une seule cabine.
Certains téléphériques sont à mouvement unidirectionnel : les véhicules effectuent un demi-tour en gare et sont renvoyés sur l’autre brin porteur :
- c'est le cas des téléphériques pulsés, où les véhicules sont regroupés par « trains » de plusieurs cabines répartis à intervalles réguliers sur la ligne. Lorsqu’un train de véhicules entre en gare, le câble tracteur est ralenti ou arrêté pour permettre l’embarquement et le débarquement, ralentissant ainsi l’ensemble des autres trains de véhicules présents sur la ligne ;
- c'est également le cas des téléphériques débrayables, où, à l'image d'une télécabine, les véhicules disposent d'une attache débrayable qui est désaccouplée du câble dans les gares pour une circulation à quai à vitesse réduite, sans ralentissement de l'ensemble de l'appareil. Ces appareils sont appelés téléphériques 2S (1 câble porteur et 1 câble tracteur) ou téléphériques 3S (2 câbles porteurs et 1 câble tracteur).

#### La télécabine

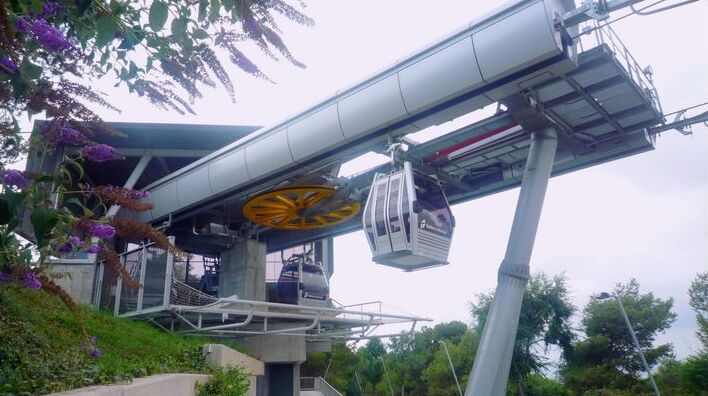
Télécabine débrayable de Montjuïc à Barcelone (Espagne).

La télécabine utilise plusieurs petites cabines disposées sur un câble unique, à la fois porteur et tracteur. On parle d'installation monocâble, par opposition au système bicâble d'un téléphérique.
On trouve généralement des télécabines débrayables, à savoir, à mouvement unidirectionnel et équipées de véhicules à attache débrayable qui sont désaccouplés du câble dans les gares pour une circulation à quai à vitesse réduite, sans ralentissement de l'ensemble de l'appareil.
Il existe également la télécabine pulsée, où les véhicules sont regroupés par « trains » de plusieurs cabines répartis à intervalles réguliers sur la ligne. Lorsqu’un train de véhicules entre en gare, le câble tracteur est ralenti ou arrêté pour permettre l’embarquement et le débarquement, ralentissant ainsi l’ensemble des autres trains de véhicules présents sur la ligne.
On trouve également quelques télécabines à va-et-vient, à savoir avec deux cabines fonctionnant chacune en mouvement alterné sur un même câble.

#### Le funitel et DMC (Double Mono-cable Creissel)

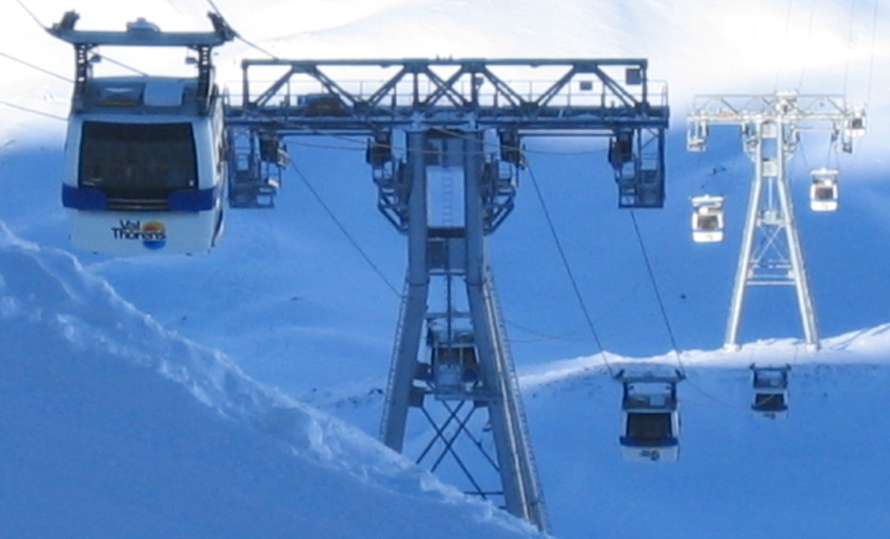
Funitel à Val Thorens (France).

Les funitels et DMC (Double Mono-cable Creissel) sont des téléportés où les véhicules sont disposés sur deux câbles à la fois porteurs et tracteurs. Ces appareils, généralement débrayables, fonctionnent selon un principe analogue à la télécabine, mais la présence de deux câbles autorise des cabines de plus grande capacité et des portées entre pylônes plus importantes.
Le funitel (Double Mono-cable Creissel) est l'évolution du DMC. Il se distingue de ce dernier par un espacement nettement plus important de ces câbles offrant une excellente tenue au vent.

#### Le télésiège

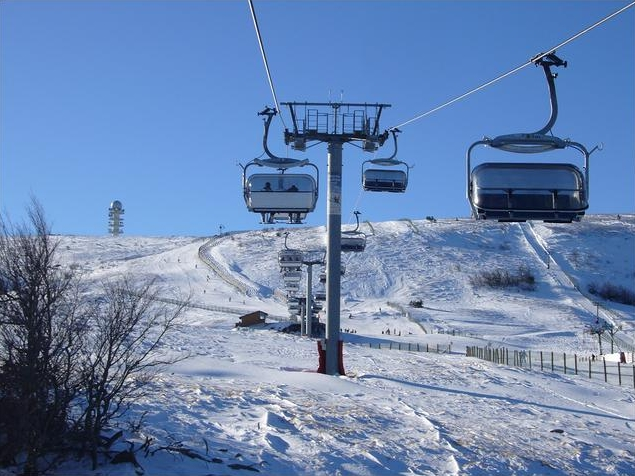
Télésiège à bulles à Chalmazel (France).

Le télésiège utilise plusieurs sièges disposés sur un câble unique à la fois porteur et tracteur, circulant suivant un mouvement unidirectionnel. Il existe des télésièges fixes où les sièges restent solidaires du câble, y compris en gare, et des télésièges débrayables équipés de véhicules à attache débrayable qui sont désaccouplés du câble dans les gares pour un embarquement/débarquement à vitesse réduite, sans ralentissement de l'ensemble de l'appareil. Cette dernière typologie permet des vitesses d'exploitation supérieures.
Les sièges peuvent être équipés d'options telles des bulles de protection ou des assises chauffantes.

#### Le télémix ou combi
Un télémix ou combi est un téléporté hybride entre le télésiège et la télécabine, utilisant sur un même câble à la fois des sièges et des cabines. Ces véhicules circulent de façon unidirectionnelle et disposent d'une attache débrayable pour un embarquement/débarquement à vitesse réduite dans les gares, sans ralentissement de l'ensemble de l'appareil.
Leitner et Poma utilisent l'appellation commerciale télémix tandis que Doppelmayr/Garavanta utilise l'appellation combi.

## Histoire

Éléments constitutifs d’un câble.

Des gravures japonaises attestent l’existence de téléportés pour personnes vers 1200 et, dès 1405, Konrad Kyner fait, dans l'ouvrage Obra bellifortis, la description précise d'un téléporté pour transporter hommes, chevaux et armes par-dessus un cours d'eau. Ces engins artisanaux utilisent alors des cordages de chanvre, ce qui limite la charge de transport ou la pente. Avec le démarrage du transport ferroviaire, lors de la construction des premiers plans inclinés funiculaires primitifs en Angleterre et en France, les ingénieurs estiment que l’on ne peut raisonnablement dépasser 5 % de pente avec ce type de système de traction.
Il faudra attendre l’invention du câble moderne par l’Allemand Wilhelm Albert pour que les remontées se risquent à franchir des reliefs plus démonstratifs. Le câble d’Albert était constitué d’une âme en chanvre faite de fils torsadés autour de laquelle six brins étaient ensuite toronnés autour d'une autre base de corde de chanvre dans des directions alternées pour plus de stabilité.
Ce principe est mis en place en 1834 pour l'exploitation minière de Clausthal-Zellerfeld, en Allemagne.
Le câble d’Albert reste cependant toronné à la main. La machine à toronner est inventée par l'Autrichien Wurm en 1837 et développée à une échelle industrielle dès la décennie suivante par Felten & Guillaume. Enfin fiabilisé, le transport par câble se développe avec la révolution industrielle dès la deuxième moitié du XIXe siècle.
Dès 1862, les funiculaires s’affirment comme transport urbain de passagers à Lyon (France), et rapidement, dans d’autres métropole d’Europe.
En 1861, l'Allemand Freiherr von Dücker conçoit le système bicâble pour téléportés, en séparant les fonctions « porter » et « tracter » au travers de deux câbles différents. Il inspire Adolf Bleichert & Co. qui reprend ce principe en 1872 pour la construction de son premier téléphérique de transport de fret. Avec d'autres pionniers comme Julius Pohlig, ce sont ainsi plusieurs milliers de téléportés qui sont construits en une cinquantaine d'années, préfigurant le téléphérique de voyageurs,,.
À partir des années 1890, quelques appareils aériens légers se destinent au transport de passagers au Klondyke Pass (Canada), à Knoxville au-dessus du Tennessee ou au Devil's Dyke à Brighton (Angleterre). Des « câbles porteurs pour voyageurs » sont également installés comme attraction dans différentes expositions temporaires à Stockholm, Vienne, Milan ou encore Gênes... Quelques appareils précurseurs, comme celui du mont Wetterhorn en Suisse, conçu par l'ingénieur Wilhelm Feldmann et construit par Von Roll,, transportent déjà des personnes avant la Première Guerre mondiale. En Forêt-Noire, à Schollach, au nord de Titisee-Neustadt (Allemagne), Robert Winterhalder invente en 1908 le premier remonte-pente à mouvement continu pour lugeurs et skieurs. Mais c'est à l'issue du conflit que le développement du transport de voyageurs par câble prend son essor. La technique évolue grâce à l’ingénieur Luis Zuegg, qui inaugure en 1923 son téléphérique d'Avelengo, au-dessus de Merano dans le Tyrol du Sud. L'appareil dispose de voies larges et assure de longues portées en s'appuyant sur un nombre réduit de pylônes, ce, grâce à une tension des câbles élevée, de l'ordre de 1 tiers de la charge de rupture. Plus tendus, les brins sont moins sensibles à l’usure due aux passages répétés des cabines au niveau des pylônes. Adolf Bleichert & Co. s'associe à l'ingénieur pour mettre en pratique cette nouvelle approche sur ses appareils. Par l'emploi de ces techniques novatrices et d'une certaine standardisation, le constructeur fait entrer le téléphérique dans l'ère de la modernité.
À partir des années 1930, la pratique du ski alpin se développe. Pour répondre au besoin nouveau, la remontée mécanique se diversifie et l'on conçoit des engins plus légers. En 1934 le Suisse Ernst Constam et Adolf Bleichert & Co. inaugurent le premier téléski à enrouleurs à Bolgenhang près de Davos et inspirent directement, deux ans plus tard, la réalisation du premier télésiège à Sun Valley aux États-Unis. Pour permettre des vitesses de ligne supérieures et faciliter l'embarquement, le système débrayable, jusqu'alors essentiellement utilisé pour le transport de matériaux, est également étendu au transport des personnes, conduisant, en 1945, à la construction, par Von Roll, du premier télésiège débrayable à Flims en Suisse, suivi en 1949, par la création de la première télécabine à Alagna (Italie), par Carlevaro & Savio.

### Chronologie

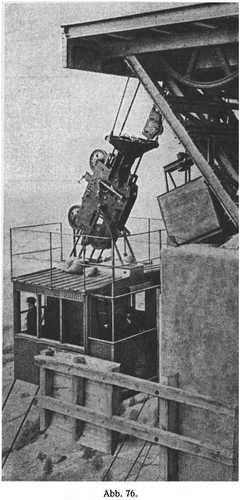
Téléphérique du Wetterhorn, ouvert en 1908 en Suisse.

Cette chronologie retrace les principaux évènements mondiaux ayant marqué l'histoire du transport par câble
- 1200 : des gravures japonaises montrent des paniers téléportés[6].
- 1515 : le funiculaire primitif du Reisszug est répertorié par Matthäus Lang von Wellenburg ; il dessert la forteresse de Hohensalzburg à Salzbourg et est mu par l'homme ou l'animal[20].
- 1644 : le Hollandais Adam Wybe installe à Gdańsk (Pologne) un transporteur équipé d'une noria de seaux suspendus à un cordage aérien ; l'ensemble, soutenu par des poteaux en bois et mu par la force animale, dessert la forteresse qui domine la ville[11],[21].

#### XIXesiècle
- 1808 : ouverture du plan incliné funiculaire de Bitley-Fell près de Newcastle pour remonter des chariots de la houillère d'Urpeth[8],[7].
- 1811 : ouverture des chemins de fer à crémaillère des mines de charbon situées à Wigan et Newcastle en Angleterre conçus par l'ingénieur John Blenkinsop[22].
- 1825 : ouverture des plans inclinés funiculaires de Hethereley et Brusselton réalisés sur la ligne de voie ferrée Stockton - Darlinton en Angleterre, qui seront les premiers au monde utilisés pour le transport public de passagers[8],[23].
- 1833 : ouverture des plans inclinés funiculaires de Biesse, Neulise et du Buis dans le département de la Loire en France, qui seront les premiers d'Europe continentale utilisés pour le transport public de passagers[8],[24].
- 1834 : l'Allemand Wilhelm Albert crée des machines pour fabriquer de longs câbles d'acier tressés[1].
- 1845 : ouverture du Prospect park incline railway des chutes du Niagara (États-Unis), premier funiculaire touristique au monde[25].
- 1862 : ouverture du funiculaire urbain de la Rue Terme à la Croix-Rousse à Lyon (France)[9],[6].
- 1869 : ouverture du chemin de fer à crémaillère du mont Washington aux États-Unis conçu par l'ingénieur Sylvester Marsh, premier au monde destiné au transport de passagers[26].
- 1871 : ouverture du Rigi-Bahnen (tronçon Vitznau - Rigi Staffel) (Suisse), premier chemin de fer à crémaillère d'Europe, conçu par l'ingénieur Niklaus Riggenbach[26].
- 1873 : ouverture de la première ligne de tramway à traction par câble, les Cable Cars de San Francisco[27].
- 1890 : « câble pour voyageurs » au Klondyke Pass (Canada)[13].
- 1891 : « câble pour voyageurs » du Devil's Dyke à Brighton (Angleterre)[13].
- 1893 : « funiculaire aérien » à Knoxville au-dessus du Tennessee[12]
- 1897 : « transbordeur aérien à câble » comme attraction de l'exposition d'art et d'industrie de Stockholm[13]. D'autres appareils similaires sont installés dans divers expositions temporaires les années suivantes.

#### XXesiècle
- 1907 : ouverture en Espagne du « transbordeur » entre le mont Ulía et le Penne del'Aquilla à Saint-Sébastien, imaginé par Leonardo Torres Quevedo[28].
- 1908 :
  - ouverture du premier remonte-pente pour lugeurs et skieurs, par l'Allemand Robert Winterhalder, à Schollach (Allemagne)[6],[15] ;
  - ouverture au public du téléphérique artisanal du Colle (Kohlern) à Bolzano, avec une ligne disposant des supports intermédiaires[6],[14] ;
  - ouverture de l'« ascenseur de montagne », premier téléphérique lourd pour passagers, conçu par l'ingénieur Wilhelm Feldmann sur le mont Wetterhorn, en Suisse, construit par Von Roll[6],[14].
- 1912 : ouverture du premier téléphérique pour passagers du continent américain par Julius Pohlig AG, le téléphérique Morro da Urca, premier tronçon des téléphériques du Pain de Sucre à Rio de Janeiro (Brésil)[29].
- 1923 : ouverture du téléphérique Merano - Avelengo conçu par Luis Zuegg, le premier appareil à disposer d'une tension des câbles porteurs élevée, de l'ordre d'un tiers de la charge de rupture, qui s'impose rapidement comme un comme un standard (plus tendus, les brins sont moins sensibles à l’usure)[16].
- 1924 : à l'occasion des premiers jeux olympiques d'hiver à Chamonix, ouverture du tronçon de téléphérique Les Pélerins - La Para sur les pentes de l'Aiguille du Midi, premier téléphérique de France dont la construction a été entamée en 1909[30].
- 1930 : ouverture du téléphérique du Schauinsland en Forêt-Noire, construit par Heckel, premier téléphérique débrayable 2S pour passagers au monde.
- 1933 : ouverture du téléphérique de Rochebrune, premier téléphérique spécifiquement conçu pour le ski alpin à Megève en France[18].
- 1934 : ouverture du premier téléski à enrouleurs, conçu par le Suisse Ernst Constam et construit par Adolf Bleichert & Co., à Bolgenhang près de Davos[18]
- 1936 :
  - ouverture du téléski à perches de l'Éclose à l'Alpe d'Huez en France par le Français Jean Pomagalski[31],[32],[notes 4] ;
  - ouverture du premier télésiège à Sun Valley aux États-Unis[19].
- 1945 : ouverture du premier télésiège débrayable à Flims en Suisse par Von Roll[18].
- 1949 : ouverture de la première télécabine débrayable à Alagna (Italie) par Carlevaro & Savio[18].
- 1984 : ouverture du premier DMC Double Mono-Câble breveté par Denis Creissels SA et construit par Poma à Serre Chevalier en France[31].
- 1990 : ouverture du premier funitel au monde : le Péclet à Val-Thorens en France conçu par Denis Creissels SA[33].
- 1991 : 
  - ouverture du premier tronçon de l'Alpin Express, construit par Von Roll à Saas-Fee en Suisse, premier téléphérique 3S au monde ;
  - ouverture du premier télésiège 6 places au monde au mont Orignal au Canada par Doppelmayr[18].
- 1997 : ouverture du premier télésiège 8 places du monde à Vrådal en Norvège par Doppelmayr[34].

#### XXIesiècle
- 2003 : ouverture du téléphérique Vanoise express assurant la liaison entre le domaine skiable des Arcs et de la Plagne (France), construit par Poma avec deux cabines à étage de 200 places, produites par le carrossier Lovisolo, possédant la plus grande capacité au monde[35].

## Constructeurs
L'entretien et le renouvellement du parc d'appareils existant constituent aujourd'hui 90 % du marché des remontées mécaniques. La baisse de la demande a entraîné la disparition de nombreux constructeurs et conduit les entreprises à se regrouper,. Les principaux constructeurs appartiennent à deux grands groupes. On trouve d'un côté l'Autrichien Doppelmayr et le Suisse Garaventa, réunis au sein du holding Doppelmayr Holding AG, et de l'autre, l'Italien Leitner et le Français Poma détenus par l'industriel Michael Seeber, par l'intermédiaire du holding HTI BV,. Avec un chiffre d'affaires 2009 de l'ordre de 600 millions d'euros chacun,, les deux groupes sont d'importance équivalente.
Il subsiste cependant des constructeurs d'envergure plus locale, parfois indépendants, comme le Slovaque Tatralift, parfois rattachés à un groupe, comme Skirail qui appartient à Poma (HTI).

### Principaux constructeurs en activité
Classées par ordre alphabétique :
- Agudio (Italie) (HTI BV)
- BMF (Suisse)
- CCM (Italie)
- Ceretti Tanfani (Italie)
- Doppelmayr (Autriche) (Doppelmayr Holding AG)
- Garaventa (Suisse) (Doppelmayr Holding AG)
- GMM (France)
- Graffer (Italie)
- Leitner (Italie) (HTI BV)
- Poma (France) (HTI BV)
- Tatralift (Slovaquie)

### Principaux constructeurs historiques disparus ou rachetés
(l'éventuel repreneur est indiqué entre parenthèses, précédé du symbole →)
Classées par ordre alphabétique :
- Adolf Bleichert & Co. (Allemagne) (→ PHB)
- Agamatic (Italie) (→ Doppelmayr)
- Applevage (France) (→ Fives)
- Câbles et monorails Mancini & Co. (France)
- Carlevaro & Savio (Italie)
- Gimar (France) (→ GMM)
- Giovanola (Suisse) (→ Habegger)
- Girak (Suisse) (→ Doppelmayr)
- Habegger (Suisse) (→ Von Roll)
- Heckel (Allemagne) (→ PHB)
- Hölzl (Italie) (→ Doppelmayr)
- J. Pohlig (Allemagne) (→ PHB)
- Marchisio (Italie) (→ CCM)
- Montaz Mautino (France) (→ GMM)
- Montagner (France) (→ Poma)
- Nascivera (Italie) (→ Gradio - Graffer-Agudio)
- Oehler Aarau (Suisse)
- PHB (Allemagne) (→ PWH)
- PWH (Allemagne) (→ Krupp Foedertechnik)
- Skirail (France)  (→ Poma)
- Von Roll (Suisse) (→ Doppelmayr)
- Waagner-Biró (Autriche) (→ Leitner)
- Weber (France) (→ Gimar)
- WSO Städeli Lift (Suisse) (→ Garaventa)
- Yan Lift (États-Unis)

### Carrossiers
La conception des cabines d'une remontée mécanique est généralement confiée à des entreprises spécialisées. Les deux groupes principaux disposent désormais chacun de leur carrossier : il s'agit du suisse CWA Constructions pour Doppelmayr - Garaventa et du français Sigma pour Poma et Leitner.
Il subsiste également des carrossiers indépendants : le Suisse Gangloff et l'Autrichien Carvatech. Leur production se concentre essentiellement sur des réalisations moins standardisées, comme les cabines de téléphériques ou de funiculaires, ou alors sur demande pour des télécabines. Pour ce type de projet, il est également fait appel, de façon ponctuelle, à des carrossiers habituellement spécialisés dans la production de véhicules routiers, comme l'Espagnol Obradors.

### Câbliers
La confection du ou des câbles d'une remontée mécanique est confiée à des entreprises spécialisées. Les leaders mondiaux dans le domaine sont l'entreprise suisse Fatzer-Brugg, le groupe italo-autrichien Teufelberger-Redaelli, ainsi qu'une filiale du groupe Arcelor Mittal basée à Bourg en Bresse en France.
En effet, la fabrication d'un câble de remontées mécaniques est un processus complexe. Il s'agit de venir tréfiler des fils en acier pour obtenir le diamètre et la plasticité souhaités. Ces fils seront ensuite tressés entre eux de manière à obtenir un toron. Le câble final est ensuite réalisé en enroulant plusieurs torons autour d'une âme.
La mise en œuvre des câbles sur site nécessite également des compétences spécifiques, que ce soit au niveau du transport (un touret de câble peut approcher les 100 tonnes), du déroulage ou de l'épissure.

## Exploitation

### Types d'exploitation

#### Transport en commun

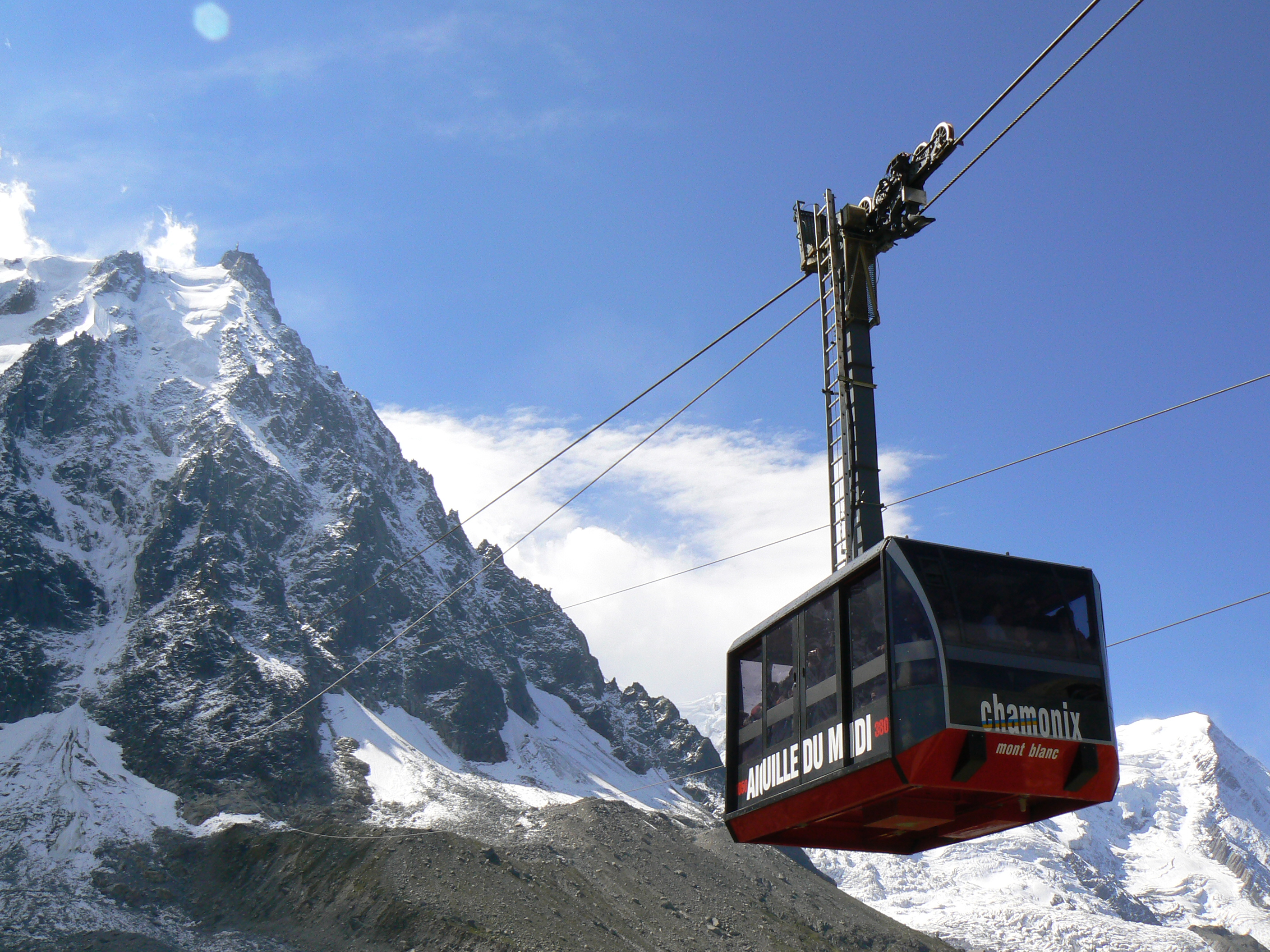
Téléphérique de l'Aiguille du Midi à Chamonix (France).

La plupart des transports par câble sont exploités comme transport en commun.
On les trouve particulièrement dans les stations de ski pour la pratique du ski alpin. Ils font alors généralement partie intégrante d'un domaine skiable, composé de plusieurs remontées mécaniques desservant différentes pistes de ski reliées. Un des exemples les plus illustratifs est le domaine des trois vallées en France, plus grand domaine skiable du monde avec 600 kilomètres de pistes et 200 remontées mécaniques reliant 16 stations.

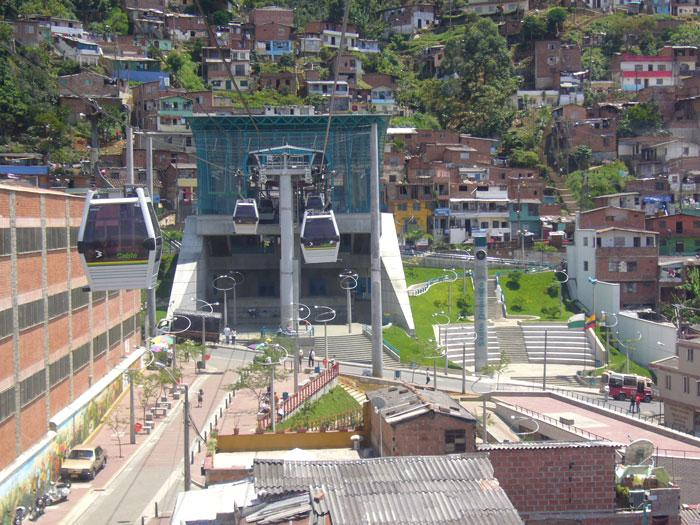
Metrocable de Medellín (Colombie).

Le transport par câble est également utilisé pour accéder à des points isolés tels les belvédères. Certains de ces appareils, de par le caractère démonstratif de leur ligne et les panoramas auxquels ils donnent accès, ont acquis une réputation d'envergure mondiale. C'est le cas du téléphérique de l'Aiguille du Midi à Chamonix (France) avec sa portée de 3 100 mètres pour 1 700 mètres de dénivelée sans pylône qui conduit à près de 3 800 mètres d'altitude, ou encore du téléphérique de Mérida (Venezuela), avec une gare d'arrivée au sommet du Pico Espejo à 4 765 mètres d'altitude, la plus haute du monde.
On trouve aussi le transport par câble en milieu urbain, pour la desserte d'un territoire communal au relief difficile. Parmi les exemples de villes ayant fait appel aux transport par câble de façon importante et précoce, on peut citer Valparaíso (Chili) et ses 15 funiculaires séculaires répartis sur les différentes collines de la commune. Un exemple d'installation plus contemporaine est le Metrocable de Medellín (Colombie), constitué de lignes de télécabines en connexion directe avec le métro et desservant les quartiers les moins développés de la ville.
L'exploitation commerciale d'un appareil de transport par câble comme transport en commun est assurée soit en régie directe par une administration publique, soit en régie par une personne publique sous forme d'un service public industriel et commercial, soit par une entreprise ayant passé à cet effet une convention à durée déterminée avec l'autorité compétente. L'utilisation de l'appareil est généralement assujettie à l'achat d'un titre de transport qui se base fréquemment sur le principe du forfait (aller-retour, journée, semaine...).

#### Transport privé

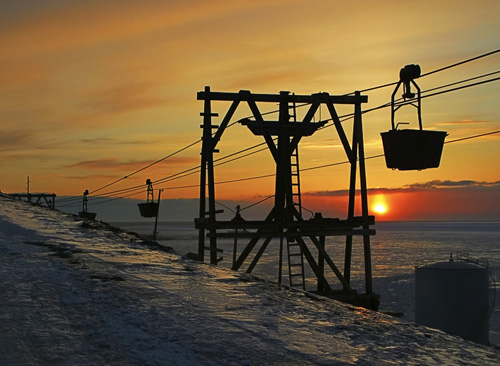
Téléphérique industriel au Svalbard (Norvège).

Les appareils de transport par câble sont également exploités comme transport privé ou transport pour compte propre.
Des appareils de conception parfois relativement artisanale, sont utilisés pour la desserte de propriétés privées isolées. Ce sont généralement des téléphériques aux véhicules constitués de simples plateaux sommairement aménagés pour le transport d'une ou deux personnes, de biens et, parfois même, de bétail. On trouve notamment ce genre d'installation en Suisse, pour relier les fermes d'alpage à la vallée.
Le transport par câble est également utilisé dans l'industrie :
- pour transporter le personnel vers un site de production difficile d'accès, comme les galeries d'un site minier (via un apod, un télésiège monoplace minier, désormais appelé ainsi par antonomase à l'entreprise qui les construisait)[58],[59], ou un site de production hydraulique d'énergie isolé en montagne (via un téléphérique) comme en  Italie, où le fournisseur d'électricité Enel exploite à cet effet plusieurs dizaines d'appareils[60] ;

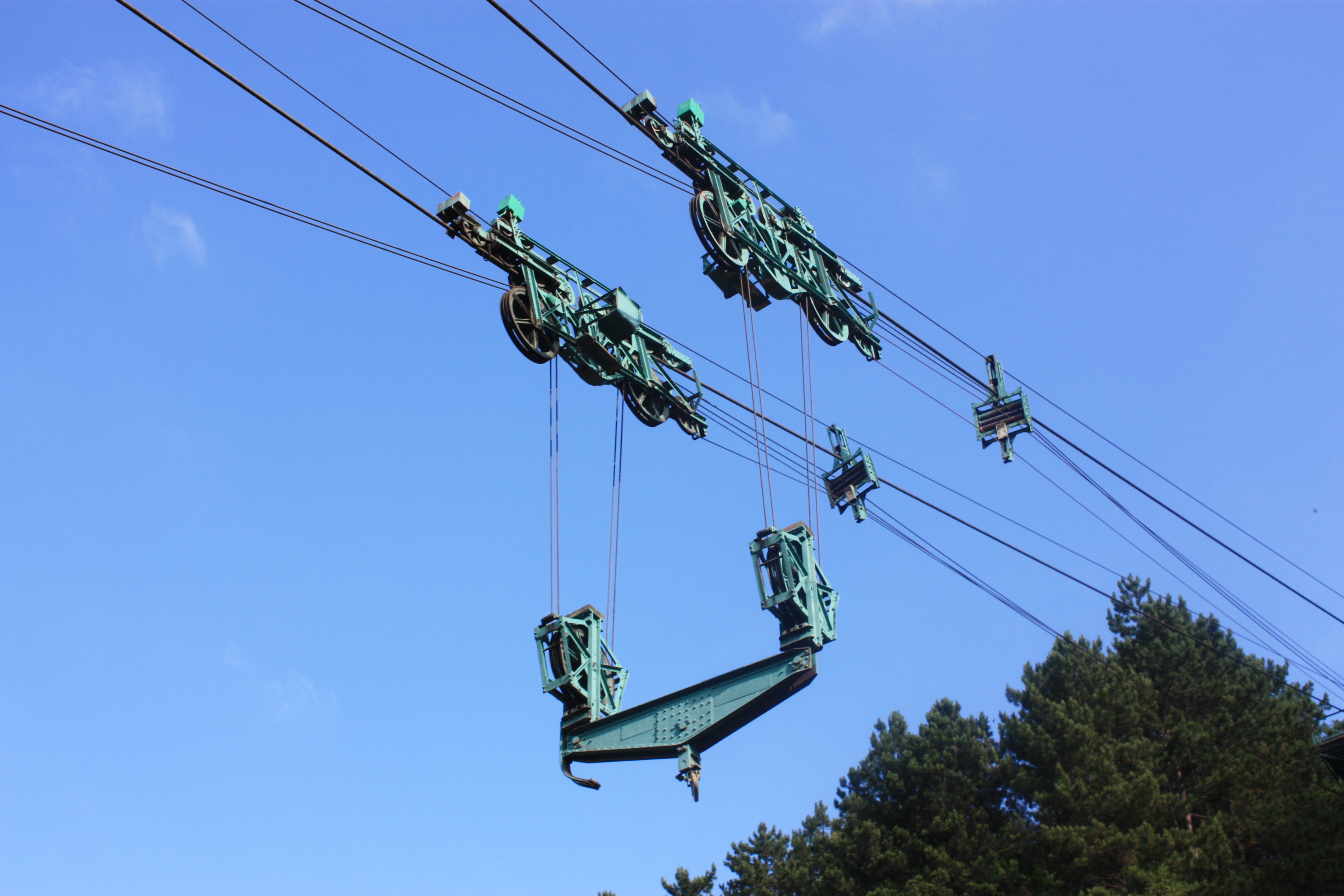
Téléphérique blondin au barrage EDF du Sautet (France).

- pour convoyer des matières premières extraites d'une mine ou d'une carrière, par le biais de bennes conteneurs, comme près de Grenoble (France), où l'entreprise Vicat utilise un téléporté pour acheminer le ciment du site d'extraction jusqu'à l'usine de transformation[61] ou le transporteur aérien Maxéville-Dombasle, surnommé TP Max, d'une longueur de 18 km, qui a transporté du calcaire, extrait des carrières de Maxéville, jusqu'à l'usine Solvay de Dombasle de 1927 à 1984 et détient le record d'Europe de longévité (près de 60 ans d'utilisation)[62] ;
- pour le transport de marchandises, comme à Bratislava (Slovaquie), où le funitel de l'usine Volkswagen achemine les automobiles du centre de production jusqu'au parc de stockage[63] ;
- pour acheminer des matériaux destinés à une construction en site isolé, généralement par le biais d'un téléphérique dont le chariot est équipé d'un palan ; on parle alors de blondin. Un des exemples les plus démonstratifs est le téléphérique Tierfehd – Chalchtrittli installé à Linthal (Suisse) en 2010, capable de transporter des charges de 40 tonnes[64]. En France, on peut également citer l'exemple du blondin EDF de Pragnères ayant servi de 2007 à 2008 à un important chantier de rénovation de la conduite forcée[65].

Le câble joue également un rôle comme transport militaire : des téléphériques servent à monter matériel et provisions et à évacuer les blessés. Ils offrent l'avantage de pouvoir fonctionner également lors d'une météo perturbée (ex. : en cas brouillard). Un des exemples les plus illustratifs reste la construction de plusieurs milliers de téléportés militaires durant la Première Guerre mondiale, particulièrement dans les Dolomites et le Trentin-Haut-Adige, où l'armée italienne et autrichienne se sont fait face pour la conquête de ces territoires.

### Chiffres mondiaux
Le transport par câble représente plus de 24 000 appareils en exploitation dans le monde. Le premier parc mondial par le nombre est celui de la France, avec plus de 4 000 appareils en service, représentant près de 16,7 % du parc total de la planète.
Le trafic total annuel mondial s'élève pour 2009 à 3 933 millions de passages. L'Autriche est le pays qui arrive en tête quant à la fréquentation, avec 821 millions de passages, suivi par l'Italie (727 millions de passages) et la France (692 millions de passages).

## Législations

### Lois et normes en application
Les lois et normes en application en matière de transport de par câble varient selon les pays.
Les États membres de l'Union européenne appliquent de façon homogène la directive 2000/9/CE. Elle concerne les funiculaires, téléportés et téléskis construits depuis le 3 mai 2004 ainsi que les constituants de sécurité et sous-systèmes mis sur le marché après cette date, y compris ceux destinés aux appareils existants. La directive définit les « exigences essentielles » dans un objectif un haut niveau de sécurité et de réalisation d’un marché unique.
Au Canada, en Australie et en Nouvelle-Zélande, la norme CSA Z98 est appliquée, tandis que la norme ANSI B77.1 est en vigueur aux États-Unis.
En Suisse, c'est le texte réglementaire RS 743.01, « loi fédérale du 23 juin 2006 sur les installations à câbles transportant des personnes (Loi sur les installations à câbles, LICa) » qui réglemente depuis le 1er janvier 2007 la construction et l'exploitation des remontées mécaniques du pays. Elle est précisée par les ordonnances 743.121.1, 743.121.2, 743.121.3, 743.121.6, 743.121.7 fixant les exigences techniques détaillées.

### Contrôles administratifs
En France, l'exploitation publique d'un appareil de transport par câble est administrativement gérée par les bureaux de contrôle des remontées mécaniques. Ce sont des organismes de contrôle à compétence locale qui ont été rattachés aux DDE, puis aux DDT jusqu'à la fin 2010, et qui sont depuis rattachées directement au STRMTG du Ministère de l'écologie.
Ils préparent et renseignent les dossiers d'autorisation de travaux et de mise en exploitation pour le compte du préfet, pour la délivrance de l'avis conforme au maire pour les nouveaux appareils.
Pour les appareils en service, ils assurent un suivi des contrôles périodiques des composants des appareils (poulies, câbles, pinces...) et participent aux visites de contrôle annuelles. Ils s'assurent que l'exploitant réalise au moins un exercice de sauvetage chaque année.
Ils interviennent également pour les modifications d'appareils ou dans les enquêtes faisant suite à un accident.

## Mise en perspective

### Intérêts du transport par câble

#### Intérêts pour l'usager

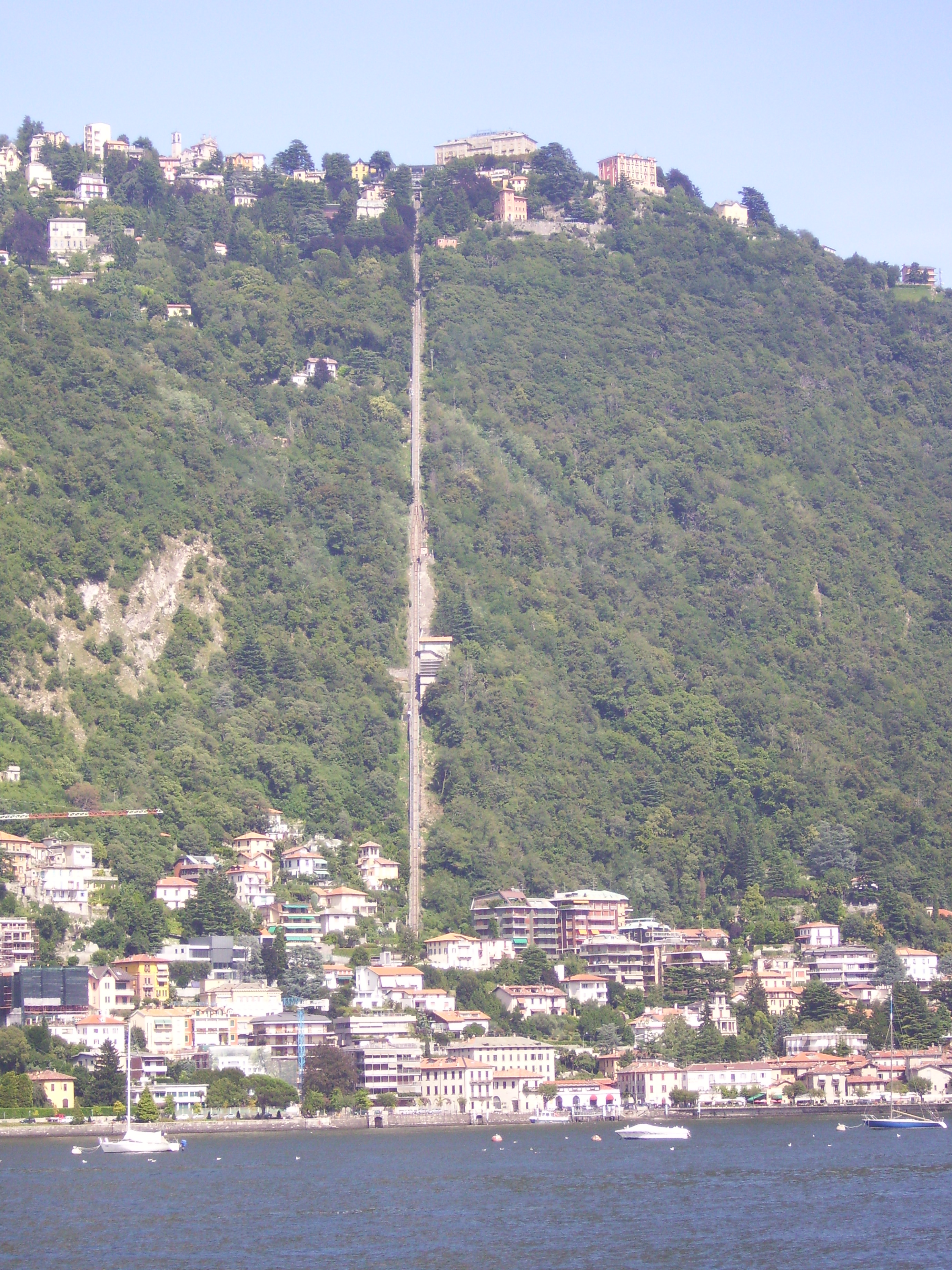
Le transport par câble permet la liaison la plus directe, face à la pente.

Le transport par câble se soustrait des contraintes topographiques du terrain : il permet la liaison la plus directe, face à la pente et sans détour. De plus, c'est un transport en commun en site propre ; son fonctionnement n'est donc pas perturbé par les voiries utilisées par la rencontre avec d'autres modes de transport. Cela  en fait donc un mode de déplacement performant sur des trajets de quelques centaines de mètres à quelques kilomètres quand l'espace au sol est encombré ou le relief perturbé. Par exemple, la vitesse commerciale d'une télécabine est de 21 à 27 km/h contre 17 km/h sur la ligne de tram B de Grenoble en heure creuse.
La technologie débrayable, comme celle d'une télécabine, permet de répartir les véhicules sur la ligne. Elle assure un flux continu et un confort de transport dans des véhicules de taille réduite au regard de ceux employés pour un métro par exemple.
En ce qui concerne la sécurité, on déplore dans le monde pour 2009 169 accidents graves recensés,. Ce chiffre place le transport par câble au rang des transports les plus sûrs derrière l'avion, sensiblement au même niveau que les métros et tramways.

#### Intérêts économique et écologique

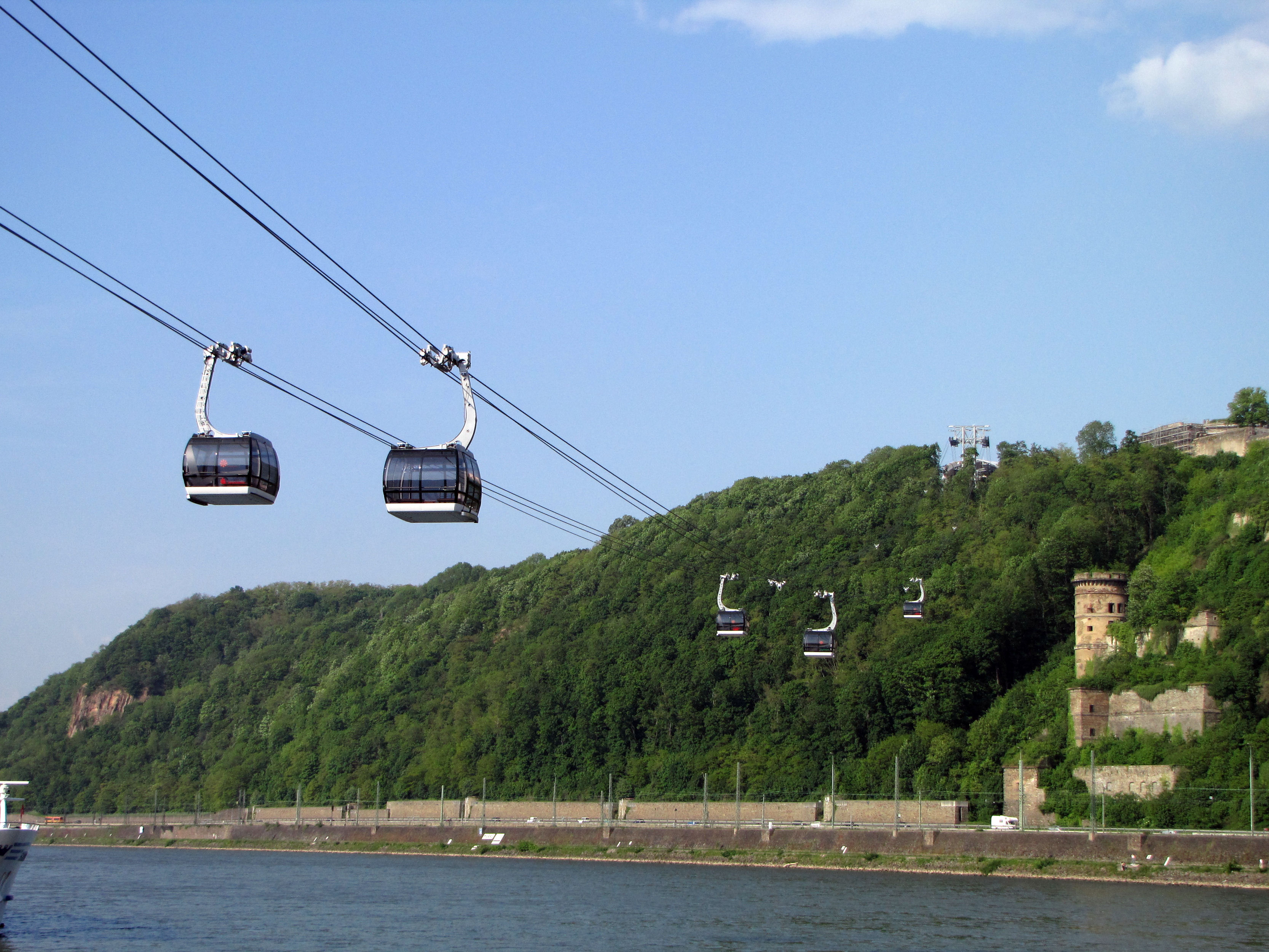
Téléphérique 3s Buga 2011 survolant le Rhin, à Coblence (Allemagne).

Hors appareils au sol, le coût d'investissement d'un appareil de transport par câble se limite généralement à l'installation des stations et à la mise en place de pylônes. Le câble possède un impact faible sur le terrain puisqu'il le survole, et le coût reste indépendant de la topographie (par exemple, le franchissement d'un cours d'eau, d'une combe ou d'une voirie ne nécessite aucune construction particulière).
Cela permet de réduire le coût et la durée de construction, simplifie les formalités administratives, et limite les intérêts d'emprunt. Finalement, l'investissement au kilomètre pour une ligne de télécabine avec véhicules à 8 places est de l'ordre de 5 à 7 millions d' € contre 18,5 pour le bus et entre  20 et 50 millions pour le tram.
Le coût d'entretien reste également mesuré de par le fait que les infrastructures nécessaires à la mise en œuvre d'un appareil de transport par câble sont limitées. Ainsi, avec un montant variant entre 0,3 et 1,5 % de l'investissement, c'est le mode de transport en commun qui possède le plus faible coût d'entretien annuel.
Le coût de fonctionnement d'un transport par câble est également avantageux. Le câble limite les frottements, et dès qu'il y a de la pente, une partie de l'énergie nécessaire au fonctionnement est absorbée par le ou les véhicules présents sur le brin descendant. Sur un terrain avec une pente moyenne de 5,4 %, l'efficacité énergétique d'une télécabine avec véhicules à 8 places est de 2,24, contre 320 pour un tram de 320 places, 81,2 pour un bus de 60 places.
Les appareils qui disposent d'une voie de roulement spécifique (piste, rail, ou câble porteur) sont encore plus économes en énergie, car la motorisation n'a pas à supporter le poids des véhicules. Ainsi, avec une consommation de 520 kW en régime établi, le téléphérique 3S Peak 2 peak implanté à Whistler Blackcomb (Canada) transporte 2 050 personnes par heure et par sens de circulation sur une ligne de 4 363 mètres de longueur.
De par sa consommation en énergie mesurée, les appareils à  câble peuvent  prétendre à s'affirmer comme mode de transport écologique :  en France, par exemple, l'article 13 de la loi 2009-967 du 3 août 2009 de programmation relative à la mise en œuvre du Grenelle de l'Environnement (1) précise que « le transport par câble doit être encouragé ».

### Limites

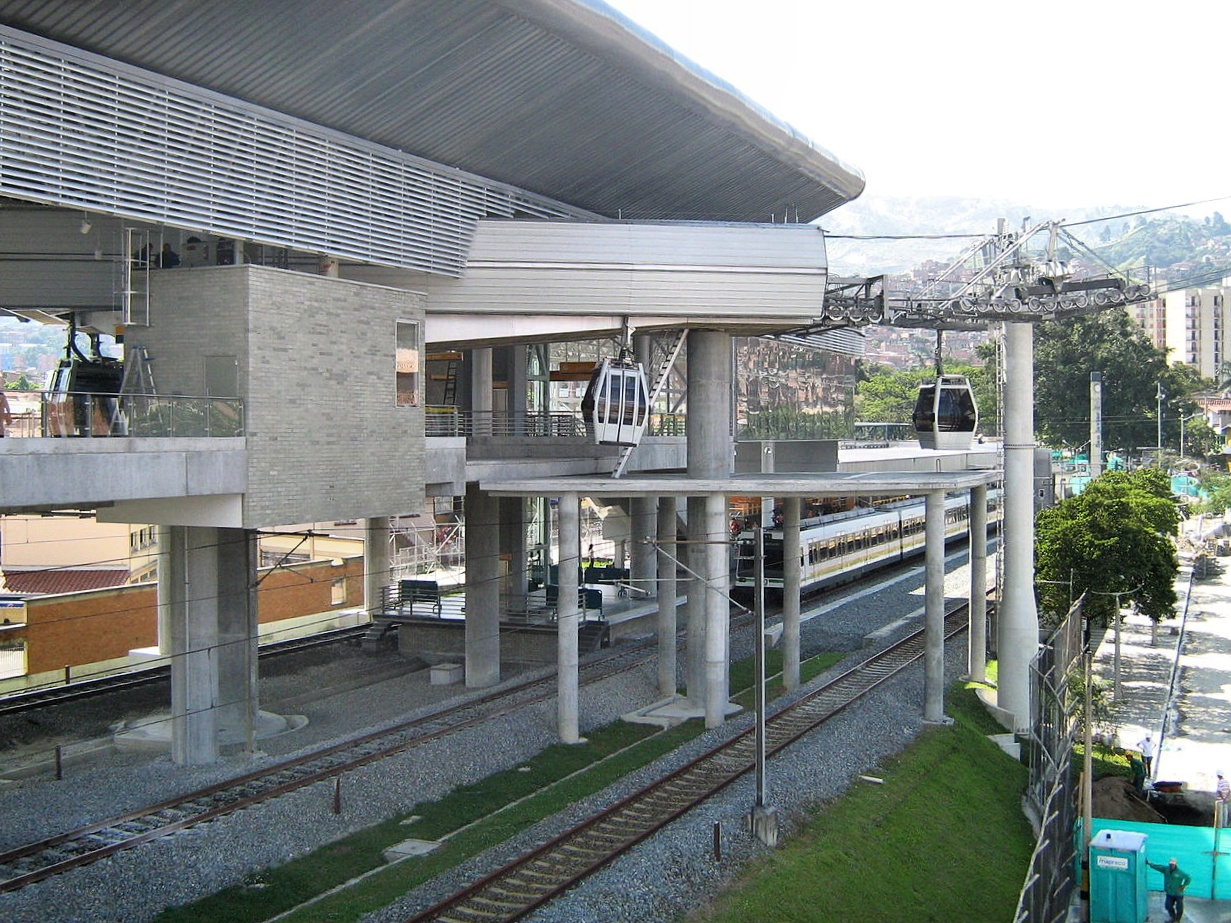
Station intermodale, métro et télécabine, à Medellín (Colombie).

Le transport par câble n'en est pas parfait pour autant. Au niveau de l'impact visuel et sonore en premier lieu : sur les téléportés, les pylônes et les câbles nécessaires peuvent être jugés disgracieux dans l'environnement, et ils peuvent diffuser des bruits de résonance ou de roulement permanents dès lors que le câble est entrainé. Par exemple, à Bolzano (Italie) à la suite de la construction du 3S du Renon, les riverains se sont plaints du bruit inhérent au fonctionnement et le trafic a dû être réduit à partir de 22 h.
Une autre problématique est que le câble est essentiellement pensé pour les liaisons directes et rectilignes. Les appareils admettent difficilement un tracé avec des changements prononcés de direction, pourtant parfois nécessaires en milieu urbain. Ceux-ci s'opèrent au prix de l'implantation d'une station intermédiaire double. D'ailleurs, d'une manière générale, implanter des arrêts intermédiaires rapprochés reste contraignant puisque, là ou un simple quai suffit pour un tram (ou même un simple panneau signalétique pour un bus), il convient de réaliser une construction lourde avec une emprise au sol importante.
Enfin, le débit d'un appareil de transport par câble reste limité. La typologie qui permet de transporter le plus de personnes reste le funiculaire, avec un maximum de 8 000 personnes par heure et par sens de circulation, mais ce chiffre reste exceptionnel et les appareils comme les télécabines ou les téléphériques débitent au maximum respectivement 3 700 et 5 000 personnes par heure et par sens, ce qui reste en deçà du débit d'un métro qui peut, quant à lui, transporter en pointe 45 000 personnes par heure.
Finalement, s'il s'impose sur terrain en pente, le câble ne peut pas prétendre concurrencer un système de métro, mais il le complète efficacement pour des liaisons péri-urbaines, comme c'est le cas avec le Metrocable de Medellín, Caracas, Rio de Janeiro, ou pour des franchissements, comme avec le Roosevelt Island Tramway à New York.

### Le transport par câble en tant que bien culturel
En Suisse, pays montagneux qui compte environ 3 000 installations à câbles, l'Office fédéral de la culture publie dès 2011 un « Inventaire suisse des installations à câble ». Cet inventaire comprend 129 objets d'importance culturelle, historique et/ou technique, dont 67 d'importance nationale, 44 d'importance régionale ainsi que 18 installations récentes et particulièrement innovantes.